# エリック・デッカー
エリック・デッカー（Eric Decker, 1987年3月15日 - ）は、アメリカ合衆国ミネソタ州コールドスプリング出身の元アメリカンフットボール選手。現役時代のポジションはワイドレシーバー。

## 経歴

### プロ入りまで
高校時代はアメリカンフットボールの他にバスケットボールと野球をしておりそれぞれのスポーツで表彰されている。アメリカンフットボールでは2,156ヤード、28TDをあげて、2度チームのMVPに選ばれた。
3年次の2008年には大学記録となる84回のキャッチで1,074ヤードを獲得してビッグ・テン・カンファレンスのファーストチーム及びオールアメリカンに選ばれた。
4年次の2009年、開幕から3試合で全米6位の1試合平均124.8ヤードを獲得、スポーツ・イラストレイテッドのコラムニスト、スチュワート・マンデルは彼をオクラホマ州立大学のデズ・ブライアント、ジョージア大学のA・J・グリーンに次いで3番目に高く評価した。オハイオ州立大学との試合後、10月27日、足首の捻挫でシーズン残り試合を欠場することが発表された。
大学4年間で大学記録となる228回のキャッチで3,119ヤード、24TDをあげた。
ミネソタ大学に進学後もフットボールの他に野球も続けた。2008年にはMLBドラフト38巡でミルウォーキー・ブルワーズ、2009年には27巡でミネソタ・ツインズからドラフト指名されている。

### デンバー・ブロンコス
Decker was draft

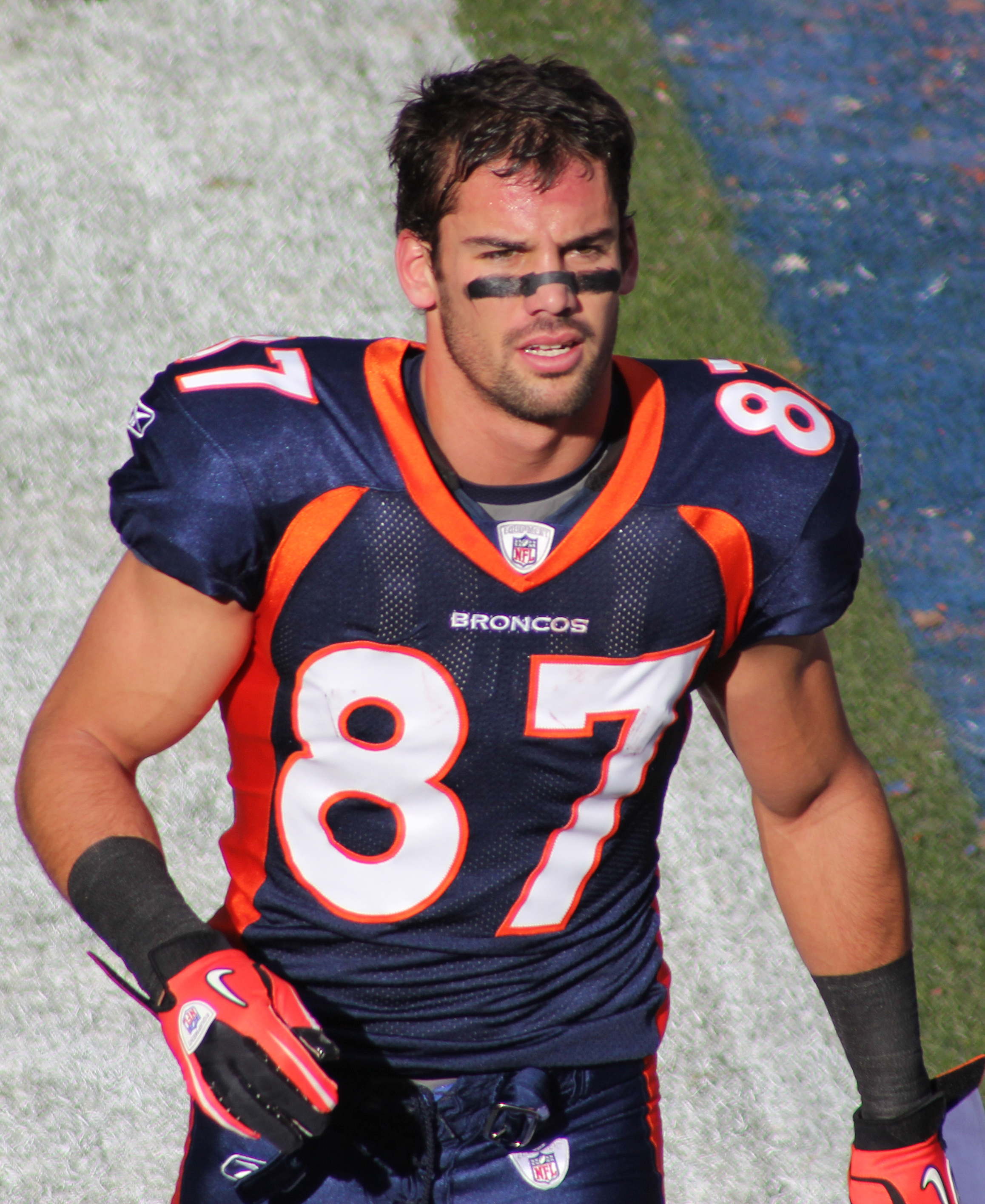
ブロンコス時代（2010年）

ドラフトに先立つNFLコンバインのワンダーリックテストで最高得点を記録した。
2010年のNFLドラフト3巡でデンバー・ブロンコスに指名された。足の手術のため、6月に行われたルーキーのミニキャンプを欠席することとなった。ヘッドコーチのジョシュ・マクダニエルズはシーズン開幕戦に間に合うように回復することを期待するコメントをした。7月27日、4年契約を結んだ。
プレシーズンゲームでルーキートップの16回のキャッチで183ヤード、1TDをあげたがWRとしての先発出場はなく、控えWRとしてもシーズン終盤にデマリアス・トーマスが負傷するまでほとんど機会を与えられなかった。この年14試合に出場して6回のキャッチで106ヤード、1TD、キックオフリターンでチームトップの556ヤードをリターン、スペシャルチームで9タックルをあげた。
2011年9月11日のオークランド・レイダースとのマンデーナイトフットボールでは第4Qに90ヤードのパントリターンTDをあげた。第2週のシンシナティ・ベンガルズ戦では初先発し、5回のキャッチで113ヤードを獲得、2TDをあげて24-22の勝利に貢献した。第3週のテネシー・タイタンズ戦では自己ベストとなる7回のキャッチで48ヤードを獲得、続く4試合で18回のキャッチで192ヤードを獲得、4TDをあげた。
11月13日にアローヘッド・スタジアムで行われたカンザスシティ・チーフス戦の第4Q、先発QBティム・ティーボウからデッカーに出したロングパスが56ヤードのTDとなり、チームは17-10で勝利した。ピッツバーグ・スティーラーズとのプレーオフでは第2Qにジェームズ・ハリソンのヒットを受けて負傷退場している。第16週
この年、チームトップの44回のキャッチで612ヤードを獲得、8TDをあげた。
2012年、ペイトン・マニングをブロンコスが獲得、3月26日、マニングとデッカー、ジュリアス・トーマス、T・J・ウォルトンはワークアウトを行った。4月にはデッカーとマニングはクアーズ・フィールドで行われたコロラド・ロッキーズの試合を一緒に観戦した。5月にラジオ局の取材に対して、前年のトレーニングキャンプには「ティーボウマニア」が詰めかけて騒々しかったと語り、ティーボウの移籍でより練習に集中できる環境になったと語った。第3週、ヒューストン・テキサンズ戦ではキャリアハイの8回のレシーブで136ヤードを獲得した。
2013年の第13週、カンザスシティ・チーフス戦では、8回のレシーブで174ヤード、4TDをあげて、AFC週間最優秀攻撃選手に選ばれた。第16週のヒューストン・テキサンズ戦で10回のレシーブで131ヤード、2TDをあげた。

### ニューヨーク・ジェッツ

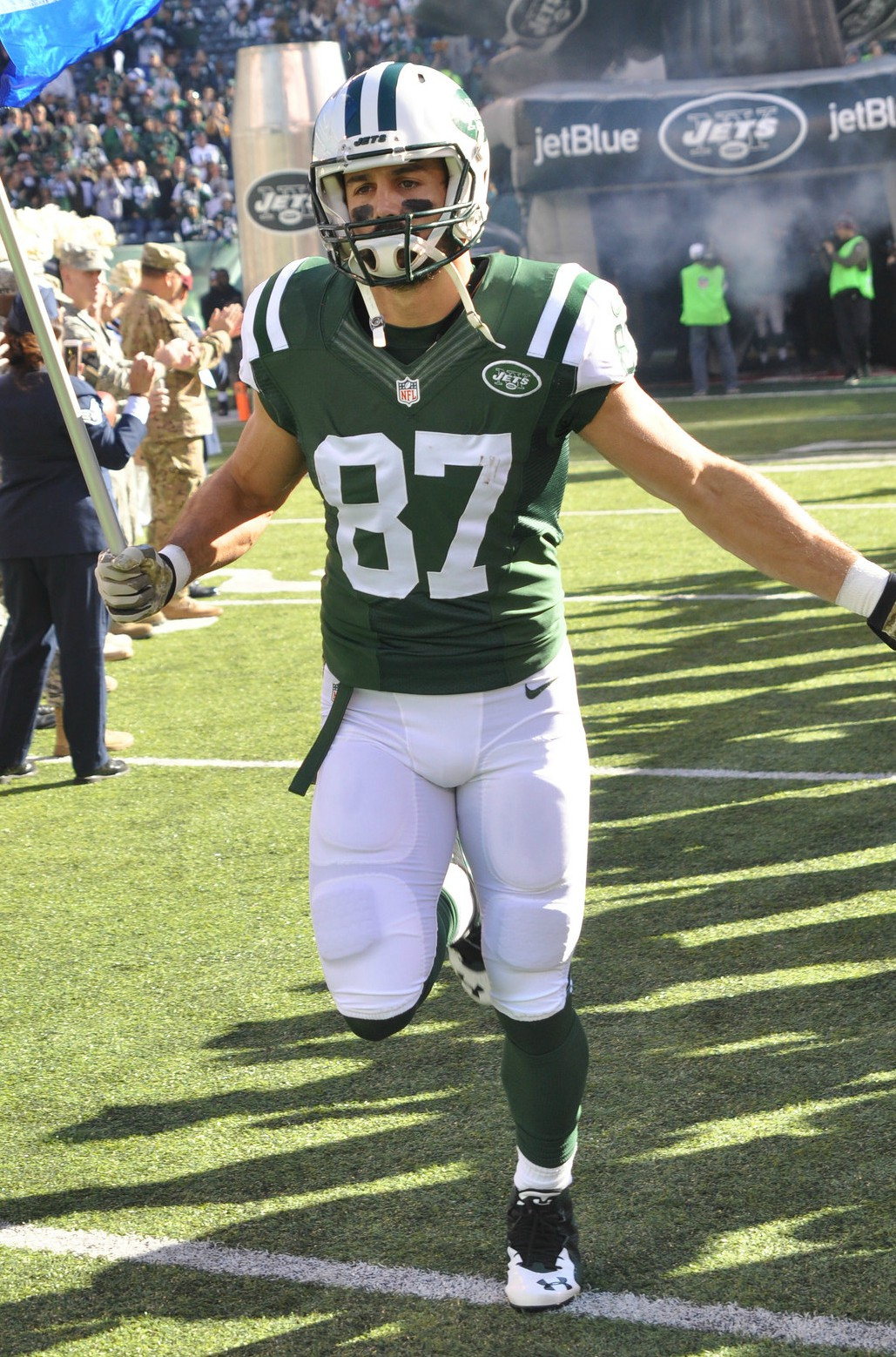
ジェッツ時代（2015年）

2014年3月12日、ニューヨーク・ジェッツと5年総額3,625万ドルで契約した。
2014年の第17週、マイアミ・ドルフィンズ戦では10回のレシーブでキャリア最多の221ヤード、1TDをあげて、チームも37-24で勝利した。
2015年シーズンは80回のパスキャッチ、1,027ヤード、12タッチダウンを記録した。
2016年シーズンは10月12日にIL入りしたため、3試合の出場に留まった。
2017年6月12日にジェッツからリリースされた。

### テネシー・タイタンズ
2017年6月18日にテネシー・タイタンズと契約した。
レギュラーシーズンでは54レシーブ、563ヤード、1タッチダウンを挙げた。
プレーオフでは、ワイルドカードゲームのカンザスシティ・チーフス戦で決勝点となるタッチダウンパスをレシーブする活躍をみせた 。ディビジョナルラウンドのニューイングランド・ペイトリオッツ戦では6レシーブを記録したが、チームは敗退した。

### 現役引退
2018年8月2日にニューイングランド・ペイトリオッツと契約したが、8月16日に引退を表明した。

## 人物
スピードには欠けるもののルートランニング、パスレシーブ、ランブロックに優れている。
背番号87番を着けている理由は3つあり、1つはブロンコスで87番を着けていたエド・マカフリーの背番号であること、ドラフト全体87番目に指名されたこと、1987年生まれであることである。
カントリーシンガーのジェシカ・ジェームズと婚約している。